# Jungingen (Ulm)
Jungingen ist der nördlichste Stadtteil der kreisfreien Stadt Ulm in Baden-Württemberg. Gemeinsam mit Böfingen, Mähringen und Lehr liegt der Ort auf der Ulmer Alb. Zum Stadtteil gehören auch die Weiler Kesselbronn, St. Moritz, Hagen, Buckenhof, Himmelreich, Mergelgrube (Gewerbegebiet), Oberhaslach, Unterhaslach, Ziegelweiler und Seligweiler (Autobahnraststätte).
Über den in Junginger Straßennamen vorkommende Begriff Brühl, siehe dort.

## Geschichte

### Die Antike
Erste Spuren einer Besiedlung durch Menschen werden auf die Zeit um 400 v. Chr. datiert, also zur Zeit der Kelten. Der südwestdeutsche Raum zählte zum Kerngebiet. 
Es existierte auch eine Römerstraße, die von Jungingen über Ziegelweiler, Unterhaslach bis ins heute bayerische Thalfingen führte, die heute noch benutzt wird und deshalb überbaut ist.

### Alemanneneinfälle
Nachdem durch die Alemanneneinfälle im 3. Jh. n. Chr. der Limes von den Römern aufgegeben wurde, ließen sich die Alemannen nach und nach in Süddeutschland nieder. Es wird angenommen, dass Jungingen ab etwa dem Jahr 700 n. Chr. dauerhaft durch Alemannen besiedelt wurde. Ortsnamen mit der Endung „ingen“ (was auf den alemannischen Hintergrund schließen lässt), werden meist mit einem Personennamen gebildet. Im Falle Jungingens finden wir den Namen eines Oberhauptes oder Anführers namens „Jungo“. Alemannische Funde wurden in Jungingen jedoch bis heute nicht geborgen.

### Siedlungskern und feste Besiedlung
Da die Junginger Albfläche fruchtbar ist und gerodet werden konnte, ist anzunehmen, dass die bestehenden Bauernsiedlungen nach und nach zusammengezogen und vergrößert wurden, um mehr Fläche landwirtschaftlich nutzbar zu machen. Die Landwirtschaft war damals abgabenpflichtig und so entstand für die jeweilige Herrschaft eine Einnahmequelle. Die Siedlung Jungingen entstand vermutlich durch einen Meierhof als Siedlungsbeginn. Die ersten Herren von Jungingen waren die Grafen von Helfenstein. Noch heute erinnern Flurnamen an diese zusammengezogenen Orte.
Jungingen wird das erste Mal 1275 in einer Abgabenliste im Pfarrstellenbuch des schwäbischen Bistums Konstanz erwähnt. Mit den Abgaben, die Jungingen neben vielen anderen Orten leistete, wurde im Rahmen der Kreuzzüge ein Feldzug von Karl von Anjou, König von Sizilien, im Auftrag des Papstes finanziert.

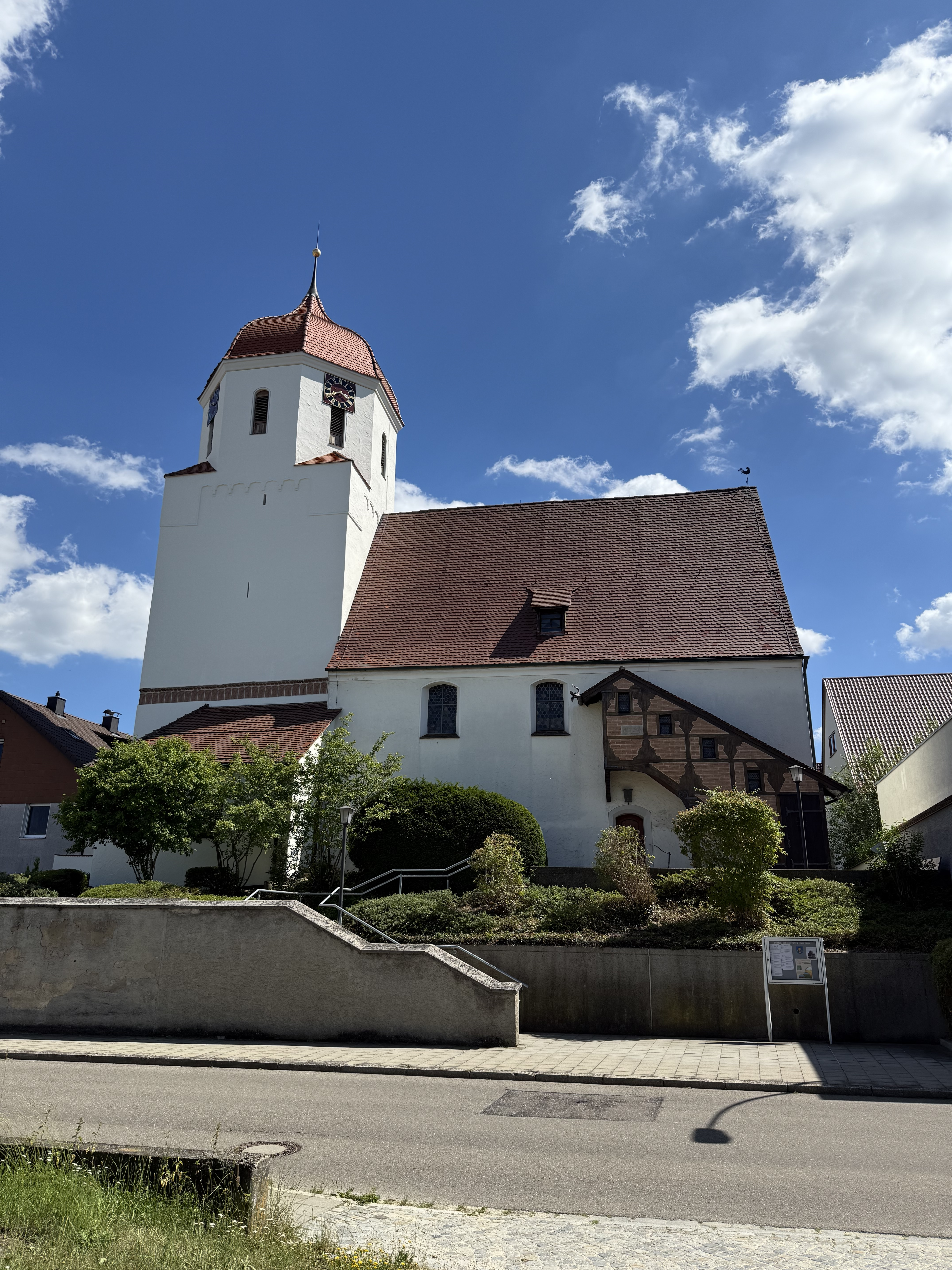
Pfarrkirche St. Peter und Paul (Nordansicht, 2025)

1396 erwarb die Reichsstadt Ulm den Ort von dem verschuldeten Grafen Ulrich V. von Helfenstein. In den Jahren zwischen 1500 und 1800 vergrößerte Jungingen sich aufgrund einer entsprechenden Baupolitik nicht. Es gab zwar immer wieder Bauanträge, diese wurden aber meist abgelehnt, da überbaute Flächen nicht mehr landwirtschaftlich genutzt und somit nicht mehr mit Abgaben belegt werden konnten.
Aus dem Jahr 1445 ist eine Dorfordnung aus Jungingen erhalten (die älteste im ulmischen Gebiet), die das Zusammenleben im Ort regelte. Alle zwei Jahre wurde ein Gremium gewählt, das sich zur Hälfte aus Bauern und zur anderen Hälfte aus Seldnern (landwirtschaftliche Hilfskräfte) zusammensetzte. 1601 wurde der Ulmer Rat auf die Ordnung aufmerksam und führte die Ulmer Dorfordnung ein.

### Jungingen im 17. Jahrhundert
Das 300 Einwohner (Leibeigene) starke Jungingen bestand aus etwa 40 bis 50 Wohn- und 11 Bauernhäusern, die mit Stroh gedeckt waren. Einzig das Dach der Kirche war nicht aus Stroh, was allerdings nicht verhinderte, dass es Mitte des 17. Jahrhunderts einstürzte. Daraufhin bekam sie das bis heute erhaltene Zwiebeldach.
Nach wie vor lebten die Junginger von der Landwirtschaft. Angebaut wurde auf Jungingens fruchtbaren Feldern Roggen, Dinkel, Hafer, Gerste und Flachs. Vieh wurde nur wenig gehalten. Neben den Landwirten gab es noch verschiedene Arten von Handwerkern (z. B. Schmiede oder Wagner), die meist in ihrem Garten einen landwirtschaftlichen Nebenerwerb betrieben. Dazu gab es noch die Kräutergärten, die sich bis heute am südlichen Ortsausgang befinden.
Es gab eine Bürgerwehr mit eigenem Schützenheim, mehrere Brunnen zur Wasserversorgung, ein Backhaus und überdachte Waschstellen (Tröge neben den Brunnen). Zum Tränken des Viehs gab es neben Trögen, die mit Wasser aus den Brunnen befüllt wurden, noch drei oder vier Dorfteiche, genannt Lachen, die umzäunt waren. Wichtig waren die Lachen auch als Löschwasserreservoire. Einmal im Jahr wurden diese Lachen von den Bürgern gereinigt, da sie oft durch Mist verunreinigt wurden, wobei derjenige einen finanziellen Beitrag leisten musste, dessen Haus am nächsten an der Lache gelegen war. Zum Schutz gegen Wild und streunende Tiere war Jungingen umzäunt.
Wer es im evangelischen Jungingen versäumte, den Gottesdienst zu besuchen, wurde verdächtigt, sektiererische Gedanken zu hegen. Nach den Predigten traf man sich im Wirtshaus und diskutierte den Gottesdienst, was aber schnell vom Ulmer Rat unterbunden wurde.

### Napoleonische Zeit
1802, nach dem Zweiten Koalitionskrieg, ging Ulm als Entschädigung für an Frankreich verlorene Gebiete in den Besitz des Kurfürstentum Bayern über. Die Junginger Bevölkerung dürfte das allerdings nur am Rande interessiert haben, als sie vom Ende der Ulmer Reichshoheit erfuhren, da sich für sie nur wenig veränderte.
Am 11. Oktober 1805 trafen vor Jungingen (bei Haslach) napoleonische und österreichische Truppen in einem Vorgefecht der Schlacht von Elchingen aufeinander. Die österreichischen Truppen kamen von Ulm, die napoleonischen über Günzburg und Augsburg in Richtung Jungingen. Napoleon I. vermutete in Ulm die österreichische Hauptmacht und ließ eine Division unter General Dupont vor dem Großen Gehrn (ein Wald nördlich von Jungingen) bis an die Blau aufstellen. Am 11. Oktober 1805 sollte Ulm angegriffen werden, Dupont musste aber feststellen, dass die österreichische Hauptmacht nördlich von Ulm, von Böfingen über Örlingen nach Jungingen stand. Dupont ließ sich entgegen seinen Befehlen auf einen Kampf gegen die Übermacht ein. Die erhoffte Verstärkung kam zu spät. Dennoch konnten die Franzosen die zahlenmäßige Überlegenheit durch ihre bessere Ausbildung aufwiegen.
Die Österreicher wurden aus Jungingen vertrieben und der Ort besetzt. Die Franzosen verloren den Ort aber wieder, nachdem die Österreicher ein neues Regiment in den Kampf einbrachten. Am härtesten umkämpft war der Ortskern. Die evangelische Kirche wechselte an diesem Tag fünfmal den Besitzer und wurde schwer beschädigt. Bis 21 Uhr dauerten die Kämpfe an diesem verregneten und verschneiten Tag und endeten in der Flucht der Franzosen. Es starben vermutlich 3000 Menschen; 1100 verwundete österreichische Soldaten wurden am nächsten Tag in Ulm gezählt, und die Österreicher erbeuteten 23 Artilleriewagen, neun Kanonen und zwei Fahnen. Gefangene wurden auf beiden Seiten gemacht. Besonders hervorgetan hatte sich auf österreichischer Seite der General Karl Philipp zu Schwarzenberg, an den in Jungingen heute eine Straße erinnert.
Die Geschichte, dass Napoleon I. in Oberhaslach in einem Güllefass übernachtet habe, ist wohl eine Legende. Wahr ist, dass er sich in Oberhaslach aufgehalten hat und einer Bäuerin einen Louis d’or, also ein Goldstück schenkte, das sich noch heute im Besitz der Familie befindet.
Die Schützengräben im Wald Großer Gehrn stammen nicht (wie oft vermutet) aus dem Jahr 1805, sondern wurden 1800 während des Zweiten Koalitionskrieges von oder gegen französische Soldaten ausgehoben. 1810 wurde Jungingen württembergisch.

### Der Erste Weltkrieg
Im Ersten Weltkrieg wurden 73 Junginger eingezogen; 31 von ihnen kehrten nicht zurück. Da befürchtet wurde, dass Ulm Kriegsschauplatz und – als Garnisonsstadt – Ziel feindlicher Angriffe werden könnte, wurden am 5. August 1914 von 1300 Arbeitern und 250 Ersatzreservisten Gräben ausgehoben sowie Unterstände und Bunker gebaut. Die Gräben wurden bald wieder zugeschüttet, als klar wurde, dass der Krieg nicht nach Jungingen kommen würde, und 1916 wurde ein Großteil der Unterstände gesprengt, da man sie nicht auf den Feldern haben wollte.
1920 wurde an der nördlichen Friedhofsmauer ein Denkmal für die Gefallenen und Vermissten angebracht. Dieses wurde später bei Renovierungsarbeiten abgenommen.

### 1945 bis heute
Nach dem Zweiten Weltkrieg stieg die Einwohnerzahl Jungingens durch hinzuziehende Kriegsflüchtlinge, im Besonderen aus Ungarn, um fast das Doppelte. Da es sich bei dem Großteil der Zugezogenen um Katholiken handelte, wurde 1964 eine katholische Kirche eingeweiht.
Am 1. September 1971 wurde Jungingen nach Ulm eingemeindet, woraufhin die Einwohnerzahl durch ein Neubaugebiet wieder anstieg, eine Mehrzweckhalle gebaut wurde und die Kanalisation mit derjenigen der Stadt Ulm zusammengeschlossen wurde. Es entstanden neue Gemeindehäuser der Kirchengemeinden, ein neuer Kindergarten und ein Lärmschutzwall neben der an Jungingen vorbeiführenden Filstalbahn. 1973 wurde der Haltepunkt Jungingen (Württ) an der Filstalbahn stillgelegt. Eine Wiedereröffnung durch die Regio-S-Bahn Donau-Iller ist angedacht.

### Religionen
Jungingen ist überwiegend evangelisch geprägt. Die evangelische Kirchengemeinde Jungingen (seit 2025 mit denen in Lehr und Mähringen fusioniert) feiert ihre Gottesdienste in der Peter-und-Paul-Kirche und gehört zum Kirchenbezirk Ulm. Seit 1964 gibt es die katholische Gemeinde St. Josef, die vom Pfarramt in Böfingen mitbetreut wird.

## Politik

### Ortschaftsrat
Wie alle Stadtteile, die ab 1971 eingemeindet wurden, hat auch Jungingen einen Ortschaftsrat. Ihm gehören 14 Mitglieder an. Seit den Kommunalwahlen 2019 stellt die Bürgergemeinschaft Ulm-Jungingen (BGJ) 7 Ortschaftsräte, die Unabhängige Wählergemeinschaft (UWG) 6 Ortschaftsräte und die Sozialdemokratische Partei Deutschlands (SPD) 1 Ortschaftsrat. Das Gremium hat Beraterfunktion im Gesamtstadtrat zu den Stadtteil betreffenden Angelegenheiten. Endgültige Beschlüsse werden jedoch vom Stadtrat der Gesamtstadt Ulm getroffen.

## Kultur und Sehenswürdigkeiten

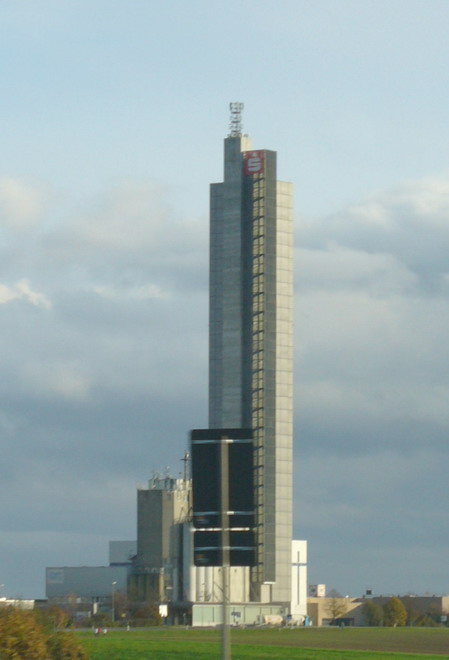
Getreidesilo der Schapfenmühle

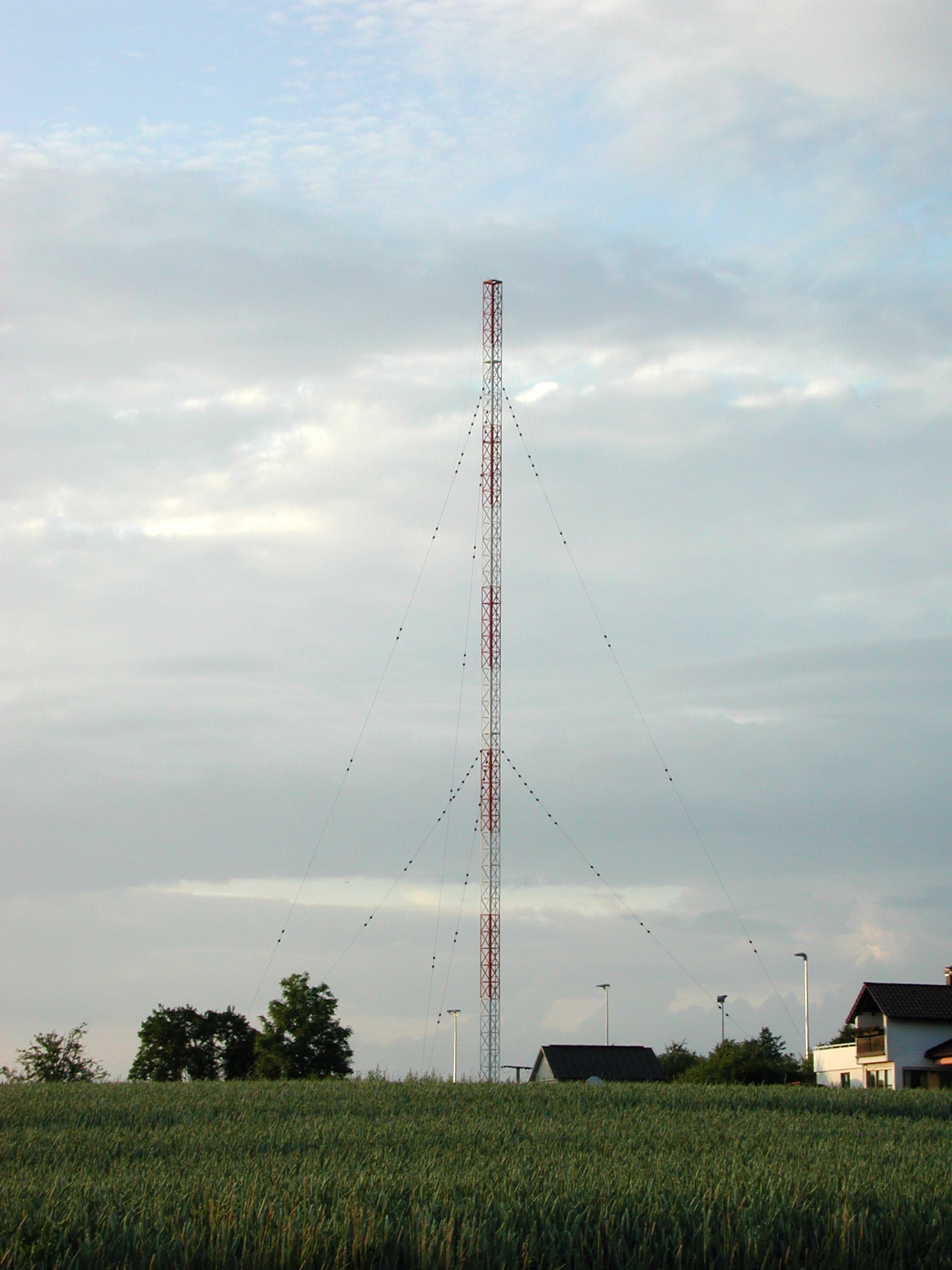
Mittelwellensendemast am Ortsrand

### Bauwerke
Zu den Besonderheiten Jungingens gehören die evangelische Peter-und-Paul-Kirche mit ihrem markanten Zwiebelturm und die Schapfenmühle, Ulms zweitältester Betrieb (erste urkundliche Erwähnung 1452).

#### Silo der Schapfenmühle
Das 2005 erbaute Getreidesilo der Schapfenmühle ist mit 114,6 m Höhe nach dem Swissmill Tower (118 m) in Zürich das zweithöchste in Betrieb befindliche Getreidesilo der Welt. Das Silo ist das dritthöchste Bauwerk in Ulm, nach dem Fernmeldeturm Ermingen mit 162 m und dem Ulmer Münster mit 161,53 m.

### Museen
- Heimatgeschichtliche Sammlung Jungingen im alten Feuerwehrhaus

### Naturdenkmäler und Geotope
- Kesselbrunnen, auch Haslache genannt, ein etwa 30 m langes und 16 m breites Gebiet nordwestlich von Kesselbronn, Teich mit gut 15 m im Durchmesser, ganzjährig aus zwei Quellnischen gespeist
- Aufgelassener Steinbruch Hagener Tal, ein rund 15 × 20 Meter großes Areal mit dolinenartigem Trichter
- Hülbe St. Moritz, zirka 300 m nordöstlich vom Rasthaus Seligweiler am Waldrand gelegen, offene Wasserfläche mit rund 25 m Durchmesser, Tiefe mehrere Meter

## Wirtschaft und Infrastruktur
Jungingen grenzt an die Autobahnanschlussstellen Ulm-Ost und Ulm-West der Bundesautobahn 8 zwischen Stuttgart und München.
Zwischen Jungingen und Ulm befindet sich das zum Stadtteil gehörende Gewerbegebiet Franzenhauserweg. Die Drogeriemarktkette Müller hat hier ihre Zentrale. Weitere erwähnenswerte Einrichtungen dort sind das Beschussamt Ulm, das erste Beschussamt der Bundesrepublik, und eine Polizeihundeführerstaffel.

### Bildung
In Jungingen gibt es die Gutenberg-Grundschule.
Es existieren zwei evangelische Kindergärten:
- Kindertagesstätte Friedrich Fröbel
- Evangelische Kindertagesstätte Unter den Apfelbäumen

und eine städtische Kindertagesstätte
- Kinder Weltentdecker